# Nagypirit
Nagypirit là một thị trấn thuộc hạt Veszprém, Hungary. Thị trấn này có diện tích 10,17 km², dân số năm 2010 là 269 người, mật độ 26 người/km².